# Steamboat ladies

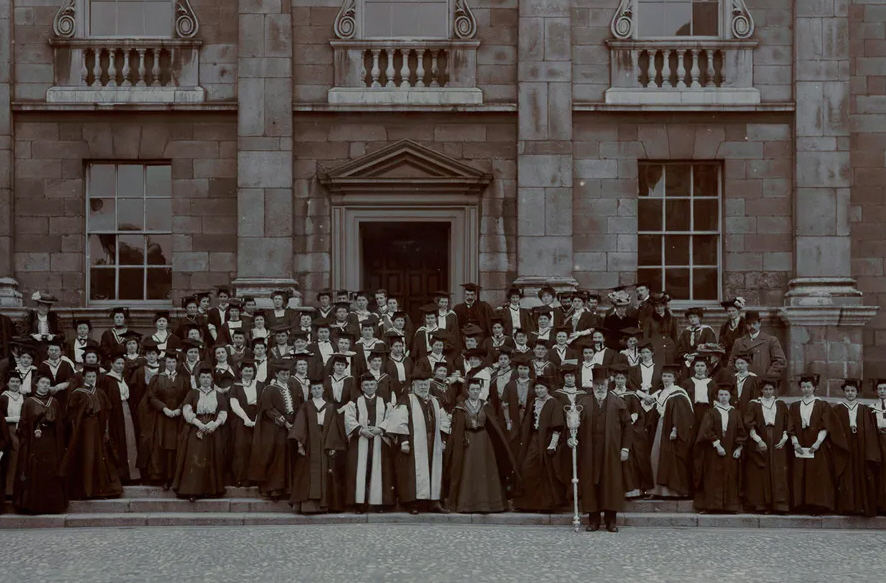
Un groupe de Steamboat Ladies devant le Trinity College de Dublin.Date : entre 1904 et 1906

Les Steamboat ladies (en français, les « Dames des bateaux à vapeur ») est le surnom donné aux étudiantes des collèges de femmes des universités Oxford et de Cambridge qui ont reçu un diplôme ad eundem décerné par le Trinity College de l'université de Dublin, entre 1904 et 1907, à un moment où les universités anglaises refusaient de délivrer des diplômes aux femmes. Ce surnom vient du moyen de transport qu'utilisaient couramment ces femmes pour se rendre de la Grande-Bretagne jusqu'à l'Irlande.

## Historique
Trinity College ouvre ses portes aux étudiantes en 1904. Les premières étudiantes avaient été acceptées dès 1869, mais elles se voyaient délivrer un certificat d'études. Une campagne demandant que les femmes puissent s'inscrire régulièrement et obtenir des diplômes est menée à partir de 1892, avec notamment une pétition signée par 10 000 femmes irlandaises, demandant leur admission à part entière. Après un premier refus en 1895, l'université cède en 1903, et les premières étudiantes accèdent aux cursus d'arts et de médecine. 

## Délivrance de diplômesad eundem
Contrairement à Oxford et à Cambridge, où les femmes avaient été admises pendant quelques années dans des collèges séparés pour femmes au sein de l'université, à Dublin, étudiants et étudiantes étaient admis dans un collège unique de l'université. Une Irlandaise qui avait réalisé ses études à Girton College, demande en juin 1904 à que ses études soient reconnues par Trinity College. Le provost, c'est-à-dire le vice-chancelier de Trinity College, Anthony Traill (en) propose la reconnaissance mutuelle ad eundem des formations entre les trois universités de Dublin, d'Oxford et de Cambridge s'exerce également au bénéfice des étudiantes, et que les femmes qui avaient passé avec succès leurs examens à Oxford et Cambridge soient éligibles aux diplômes de Trinity College. 
Le conseil du Trinity College pensait que seul un petit nombre d'étudiantes d'origine irlandaise ayant étudié à Oxford ou à Cambridge solliciterait un diplôme. En fait, dès 1907, Trinity College avait accordé des diplômes à quelque 720 « dames de bateaux à vapeur ». Toutes avaient passé des examens qui leur permettaient d'obtenir un diplôme universitaire. Les candidates venaient du Somerville College d'Oxford, et le plus grand nombre étaient des anciennes de Girton College et Newnham College, à Cambridge, que les dirigeantes des études encourageaient leurs anciennes élèves à postuler. Cela était d'autant plus facile aux étudiantes de Girton que la fondatrice du collège, Emily Davies avait dès l'origine insisté pour que les étudiantes passent l'ensemble des examens universitaires de Cambridge. La Clothworkers' Company (en) qui offrait des bourses aux étudiantes avait indiqué par ailleurs qu'elle soutiendrait financièrement les candidates. Les frais d'inscription à un diplôme de licence ou maitrise revenait respectivement à 10 £ 3s. et  9 £ 16 s. 3 d. Le nom des étudiantes ayant obtenu leur diplôme à Dublin était publié chaque année dans les revues des associations d'anciennes élèves, The Girton Review, The Newnham Roll Newsletter et Somerville Students' Association Report.
Les anciennes étudiantes d'Oxford et de Cambridge qui firent le trajet pour obtenir une licence ou une maîtrise étaient pour nombre d'entre elles enseignantes à l'université ou dans des instituts de formation d'enseignantes, maîtres de conférences, assistantes, directrices et professeures d'école, qui avaient besoin, pour leur vie professionnelle, d'une reconnaissance de leur parcours académique, notamment lorsqu'elles se trouvaient confrontées pour leurs candidatures à des postes d'enseignement, à la concurrence de candidates diplômées de l'université de Londres et l'université de Durham. Par ailleurs, la plupart étaient déjà bien engagées dans la vie professionnelle, ayant passé leurs examens universitaires dans les années 1880 et 1890.
La plupart des femmes ne restaient qu'une ou deux nuits à Dublin. Elles venaient par le Holyhead Mailboat, un bateau qui acheminait courrier et passagers entre Grande-Bretagne et Irlande, d'où leur surnom de Steamboat Ladies.
La possibilité d'obtention d'un diplôme ad eundem à Trinity College dure de juin 1904 à décembre 1907, date à laquelle les exigences relatives à ce type de diplôme sont révisées.

## Steamboat ladies diplômées de Trinity College (Dublin)
- Julia Bell (1879-1979), généticienne
- Dorothy Brock (1886-1969), principale d'école
- Rosalind Brown (1972-1964), directrice d'école
- Sara Annie Burstall, principale d'école
- Frances Dove (1847-1942), enseignante et directrice d'école
- Gertrude Elles (1872–1960), géologue
- Lilian Faithfull (1865-1952), directrice d'école
- Philippa Fawcett (1868-1948), mathématicienne et enseignante
- Barbara Foxley (1860-1958), universitaire
- Ethel Gavin (1866-1918), pédagogue et directrice d'école
- Frances Gray (1861-1935), directrice d'école
- Louisa Gurney (1873-1966), directrice d'école
- Hilda Phoebe Hudson (1881-1965) mathématicienne
- Katharine Jex-Blake (1860-1951), classiciste et enseignante
- Lilian Knowles (1870-1926), historienne et professeure d'histoire économique
- Edith Major (1867-1951), pédagogue, principale de collège
- Ellen McArthur (1862-1927), historienne
- Emily Penrose (1858-1942), historienne, principale de collège
- Bertha Phillpotts (1877-1932), linguiste, historienne et pédagogue
- Eleanor Rathbone (1872-1946), suffragiste, réformatrice sociale et députée
- Eugénie Sellers Strong (1860-1943), archéologue et historienne d'art
- May Staveley (1863-1934), historienne et warden
- Shena Simon (1883-1972), personnalité politique de Manchester
- Margaret Tuke (1862-1947), principale de collège
- Katharine Wallas (1864-1944), personnalité politique locale